# Daniel Erlandsson
Daniel (John) Erlandsson (născut pe 22 mai 1976 în Malmö, Suedia) este actualmente bateristul trupei suedeze de death metal melodic Arch Enemy.  

## Carieră
La începutul carierei sale, Daniel a cântat la tobe pe E.P.-ul "Subterranean" al trupei In Flames. De asemenea, a colaborat și cu alte trupe, cele mai cunoscute fiind Eucharist, Liers in Wait, Diabolique, The End și Armageddon (din care făcea parte și Christopher Amott, chitaristul Arch Enemy). 
Fratele mai mare al lui Daniel este Adrian Erlandsson, actualul baterist al formației Brujeria și fost baterist în At the Gates și Cradle of Filth. Cei doi frați au crescut împreună și au început să cânte la tobe de la o vârstă fragedă.
Pentru Arch Enemy, Daniel Erlandsson a fost baterist pe primul lor album, Black Earth, lansat în 1996 la casa de discuri Wrong Again Records. În 1998 Daniel părăsește trupa, iar în locul său este adus la tobe Peter Wildoer, alături de care Arch Enemy înregistrează la Century Media cel de-al doilea album al lor, Stigmata. În 1999, odată cu albumul Burning Bridges, Daniel revine ca toboșar în trupă, de data aceasta permanent. 
Actualmente, Daniel cântă la tobe și în concertele legendarei trupe de grindcore Carcass, recent reunită, în locul Ken Owen, bateristul lor original. Acesta nu mai poate cânta din cauza complicațiilor datorate hemoragiei cerebrale de care a suferit în 1999. Daniel a fost chemat pentru aceste concerte de chitaristul Michael Amott, colegul său de trupă în Arch Enemy și fost chitarist al Carcass între 1990-1993. Michael Amott cântă de asemenea în turneele Carcass. Programul concertelor Carcass va continua și în 2009, un nou turneu nord-american fiind deja anunțat pentru martie 2009.

## Echipament
Tobe:
Pearl Masterworks Carbonply
- Două tobe mari 24"x18"
- Tom-tom 10"x8"
- Tom-tom 12"x9"
- Tom-tom 13"x10"
- Cazan 16"x14"
- Cazan 18"x16"
- Tobă mică 14"x5.5" Carbon Ply
- Tobă mică 14"x5" Ultracast
- Tobă mică 14"x6.5" Eric Singer

Cineluri:
Sabian
- Cinel 18" HHX Evolution Ozone
- Fuscineluri 14" HHX
- Cinel chinezesc 17" AAX treme
- Cinel 18" HHX Stage
- 12" HHX Splash
- 10" HHX Splash
- Cinel 19" HHX treme
- 22" HH Power Bell Ride
- Cinel chinezesc 18" HHX
- Fuscineluri 14" HHX X-Celerator
- Cinel 18" HHX plosion
- 11" Ice Bell

Hardware:
Pearl 
- Cadru DR503 ICON
- Cadru frontal DR501
- Mini-prelungitor RJ-50
- 4 cleme PCX200
- 11 cleme PCX100
- 11 suporți de cinel CH2000
- Fuscinel H2000
- Dublu pedalier P2000
- Suport tobă mică S2000
- 4 suporți tom-tom TH2000I
- Acționare fuscinel CLH1000
- Scaun D2000

Bețe:
Vic Firth
- American Classic Extreme 5B

Electronice: 
- Pedalier Ddrum Kick
- Modul Ddrum4 SE
- Modul de percuție Roland TD20

Căști:
Evans
- Toba mică: EC Reverse Dot pe urechea de bătaie și Hazy 300 pe urechea rezonantă
- Tom-tom: EC2 Clear pe urechea de bătaie și Resonant Black pe urechea rezonantă
- Toba mare: EQ3 Clear sau EMAD2 Clear

Daniel spune despre căștile Evans: "Evans sunt cele mai bune căști de baterist pe care le-am folosit vreodată. EC2 mi-au făcut tom-tom-ul să sune plin și cald, iar EQ3 fac ca bătăile mele să sune concentrat și în forță - în același timp, faptul că sunt atât de trainice le face cu adevărat numărul 1!"